# Rhorus fasciatus
Rhorus fasciatus är en stekelart som först beskrevs av Johann Ludwig Christian Gravenhorst 1829.  Rhorus fasciatus ingår i släktet Rhorus och familjen brokparasitsteklar. Arten är reproducerande i Sverige. Inga underarter finns listade i Catalogue of Life.